# Lista de episódios de Naruto Shippuden (4.ª temporada)
Esta é uma lista de episódios da quarta temporada de Naruto Shippuden. Foi exibida entre 02 de outubro de 2008 e 26 de Março de 2009, compreendendo do episódio 78 ao 102. 
| # | Título                                                                        | Estreia    |
| --- | ----------------------------------------------------------------------------- | ---------- |
| 78 | "O Julgamento" "下された裁き"                                                 | 2/10/2008  |
| Asuma enfrenta Hidan diretamente enquanto Shikamaru tenta prendê-lo com sua técnica de sombras.Izumo e Kotetsu dão cobertura a Kakuzu, para impedir que este ataque Shikamaru caso quebre a promessa de não interferir. Shikamaru consegue prender Hidan e rapidamente analisa a situação e o comportamento do inimigo. Com isto, descobre que a maldição se desfaz ao remover Hidan do círculo, e faz isto. Asuma testa cortar a ponta da orelha de Hidan para ver se sofre o mesmo efeito, e percebe que de fato não estava mais ligado a Hidan.                        |                                                                               |            |
| 79 | "Grito não Cumprido" "届かぬ絶叫"                                             | 2/10/2008  |
| Asuma decapita Hidan, mas Kakuzu a costura no lugar, e Hidan mata Asuma. Shikamaru corre em direção a Asuma. Os dois outros ninjas do grupo são lentamente estrangulados por Kakuzu. |                                                                               |            |
| 80 | "Últimas Palavras" "最後の言葉"                                               | 16/10/2008 |
| Os reforços (Ino, Chouji e Aoba) chegam, salvando os dois ninjas que estavam protegendo Shikamaru enquanto ele usava sua técnica de sombra. Ino tenta curar Asuma, mas como havia muitos pontos críticos, admite que não teria resultado. Como o selamento da Nibi começa, Hidan e Kakuzu vão embora. Antes de morrer, Asuma explica à Shikamaru a questão dos dois reis. |                                                                               |            |
| 81 | "Tristes Notícias" "その悲報を聞い"                                           | 23/10/2008 |
| Naruto, que até o momento liberava o chackra para um clone mudar a forma, inspira-se em uma charada que Kakashi resolveu e decide acrescentar mais um clone na criação do Rasengan, encarregando este da alteração de natureza do chackra. Assim, consegue fazer o Rasengan com chackra do elemento vento. Tsunade, Naruto, Yamato e Kakashi são avisados sobre a morte de Asuma. A Akatsuki revela seus objetivos: ganhar dinheiro para bancar ninjas no serviço de terceirização de missões; assim, com monopólio, derrubar os grandes países e então governar o mundo. |                                                                               |            |
| 82 | "Equipe 10" "チーム 10"                                                       | 30/10/2008 |
| O funeral de Asuma acontece. Shikamaru forma um time com Ino e Chouji para se vingar da Akatsuki, mas são impedidos de partir pela Hokage. Kakashi propõe acompanhar o grupo para evitar que exagerem, e então Tsunade aceita. |                                                                               |            |
| 83 | "Alvo perdido" "標的捕捉"                                                     | 6/11/2008  |
| Yugito Nii é selada. Sakura deduz que o time 7 será enviado como reforço ao time 10. Tsunade confirma, e pede que Naruto termine sua nova técnica em 24 horas ou enviará outra equipe. Shikamaru prende Hidan e Kakuzu na sua técnica Kage Mane Shuriken (usa o Kage Mane com auxílio das lâminas de chackra de Asuma). Entretanto, Kakuzu consegue libertar-se com auxílio do seu braço que desprendeu-se e estava no subsolo. Kakashi observa tudo com o Sharingan. |                                                                               |            |
| 84 | "As Habilidades de Kakuzu" "角都の能力"                                       | 14/11/2008 |
| O Kage Mane se desfaz. Kakashi acerta Kakuzu nas costas com um Chidori. Entretanto, Kakazu não morre e usa uma técnica que libera quatro seres com máscara, sendo que cada um destes domina uma natureza de chackra. O que foi acertado por Kakashi morre. |                                                                               |            |
| 85 | "O Terrível Segredo" "恐るべき秘密"                                           | 20/11/2008 |
| Shikamaru consegue capturar Hidan sozinho com o jutsu kage mane. Então o faz largar a arma e ir para um local afastado na floresta, onde pendura centenas de selos explosivos ao redor e libera a técnica, pois esta já havia alcançado o tempo limite. Hidan então saca uma arma, corta Shikamaru e realiza o ritual jashin. Kakashi luta sozinho com Kakuzu. Este revela ter lutado com o primeiro hokage, e conta também que os corações que rouba dos ninjas que mata lhe dão sobrevida e o permite usar técnicas diferentes.                                         |                                                                               |            |
| 86 | "O Gênio Shikamaru" "シカマルの才"                                            | 4/12/2008  |
| A equipe Asuma e Kakashi ainda lutam contra Hidan e Kakuzu. A equipe Kakashi é mandada como reforço. |                                                                               |            |
| 87 | "Quando Você Amaldiçoa Alguém, Você Cava sua Própria Cova" "人を呪わば穴二つ" | 4/12/2008  |
| Shikamaru separa Hidan de Kakuzu. Sai e Sakura dão cobertura a ele. Naruto e Yamato dão reforços na luta contra Kakuzu. Naruto demonstra seu novo jutsu: o Fuuton - Rasenshuriken. |                                                                               |            |
| 88 | "Fuuton: Rasenshuriken!" "風遁 螺旋手裏剣"                                    | 11/12/2008 |
| Naruto erra seu jutsu. Shikamaru prende o corpo de Hidan todo cortado num abismo, fechando-o. Naruto acerta Kakuzu. |                                                                               |            |
| 89 | "O Preço do Poder" "力の代償"                                                 | 18/12/2008 |
| (Semi-Filler) As equipes Asuma e Kakashi voltam da batalha. Tsunade examina o tamanho do dano do rasenshuriken em Kakuzu. Orochimaru diz a Kabuto que a hora de trocar de corpo está chegando, e manda Kabuto encontrar Guren, sua antiga aprendiz. |                                                                               |            |
| 90 | "A Determinação de um ninja!" "忍びの決意"                                    | 25/12/2008 |
| (Semi-Filler) Kabuto encontra Guren, e conta para ela os planos de Orochimaru. Tsunade sugere que Naruto não use mais o Rasenshuriken, pois o mesmo destrói as veias de chakra do adversário e do próprio usuário, porém em menor quantidade. |                                                                               |            |
| 91 | "Descoberto o Esconderijo de Orochimaru" "発見 大蛇丸のアジト"                | 8/1/2009   |
| (Filler) Kakashi, Kiba, Hinata, Shino e Akamaru chegam até o esconderijo de Orochimaru, para tentar descobrir se ele acordará o Sanbi no Kappa. Guren é atacada por alguns prisioneiros de Orochimaru, que são facilmente derrotados. Naruto começa a treinar com Jiraya. |                                                                               |            |
| 92 | "O Encontro" "遭遇"                                                           | 15/1/2009  |
| (Semi-Filler) Kabuto tenta despertar o Sanbi com Yuukimaru, sem sucesso. Orochimaru treina Sasuke, que derrota milhares de ninjas do som. Guren observa tudo. Jiraya invoca Gamariki, para ajudar no treinamento de Naruto. Gamakichi e Gamatatsu são invocados para ajudar também. |                                                                               |            |
| 93 | "Conectando Corações" "通い合う心"                                            | 22/1/2009  |
| (Filler) O time Kurenai (com Kakashi como mestre) vasculha as pistas deixadas por Guren, mas são descobertos por um membro do Time Guren. Naruto começa a treinar alguns jutsus combinados com Gamakichi e Gamatatsu. |                                                                               |            |
| 94 | "Uma Noite Chuvosa" "雨一夜"                                                  | 29/1/2009  |
| (Filler) Kabuto pede para Guren cuidar de Yuukimaru. Tsunade manda o Time Kakashi (sem Naruto) para ajudar o time Kurenai. |                                                                               |            |
| 95 | "Dois Encantos" "ふたつのお守り"                                              | 5/2/2009   |
| (Filler) Naruto descobre sobre a missão no esconderijo do Sanbi, pois poderia envolver Sasuke, e Tsunade deixa Naruto ir na missão. |                                                                               |            |
| 96 | "O Inimigo Invisível" "見えざる敵"                                            | 12/2/2009  |
| (Filler) Sakura vai junto com Naruto para a missão. O time Guren se prepara para atacar. |                                                                               |            |
| 97 | "O Labirinto de Reflexão Distorcida" "乱反射の迷宮"                           | 19/2/2009  |
| (Filler) O time Guren ataca, e Naruto decide usar uma nova técnica com Gamatatsu. Hinata é sequestrada por Guren. |                                                                               |            |
| 98 | "O Alvo Aparece" "現れた標的"                                                 | 26/2/2009  |
| (Filler) Os times Kakashi e Kurenai tentam resgatar Hinata, com sucesso. Yuukimaru, com um aparelho colocado por Kabuto, desperta o Sanbi, que se descontrola. |                                                                               |            |
| 99 | "O Monstro com Cauda Desordeiro" "荒れ狂う尾獣"                               | 5/3/2009   |
| (Filler) Yuukimaru não consegue mais controlar o Sanbi. As equipes Guren, Kakashi e Kurenai lutam contra o Sanbi. Guren é salva pro Yuukimaru de ser morta pelo Sanbi. |                                                                               |            |
| 100 | "Dentro da Névoa" "霧の中で"                                                  | 12/3/2009  |
| (Filler) Os times Kakashi e Kurenai estão na névoa criada pelo Sanbi. Kakashi pede ajuda a Tsunade. |                                                                               |            |
| 101 | "Os Sentimentos de Todos" "それぞれの思い"                                    | 26/3/2009  |
| (Filler) Guren se recupera de seus ferimentos pela luta anterior. Naruto contraria as ordens de Kakashi e entra na névoa. Naruto e Guren lutam pelo Yuukimaru. |                                                                               |            |
| 102 | "Reagrupar!" "再編成！"                                                       | 26/3/2009  |
| (Filler) Os reforços chegam. A nova missão é: selar o Sanbi para que ninguém, nem Orochimaru nem a Akatsuki, consigam botar as mãos nele. Yuukimaru é resgatado por Naruto, para que ele não desperte mais o Sanbi para Orochimaru. |                                                                               |            |